# 二見翼
二見 翼（ふたみ つばさ、1982年〈昭和57年〉9月13日-）は、横浜市金沢区の地域活動家として活躍する個人の活動家。
横浜市金沢区のご当地かるた「カナかる！」 イラスト原画担当、虹のあそび隊 紫担当、進め！金のりプロジェクト プロジェクトリーダー、富岡並木ふなだまりgionbune公園愛護会 副会長、金沢区子ども会連絡協議会 副会長、金沢文庫芸術祭 実行委員、ecoフェス 共同実行委員長、金沢区の日 実行委員、一般社団法人金沢シーサイドあしたタウン　理事、金沢シーサイドFM番組審議委員など。

## 略歴
東京都内のWEBサイト運営会社に営業として勤めていた際、地元の大きなお祭りに約10年ぶりに遊びに行くと、人や屋台の減少に気付き、その時に既に金沢区自体が横浜市で唯一10年以上人口が減少している区であることを知る。それをきっかけに、学生時代からライブハウスやクラブ、海の家でのイベント運営を経験しており、営業職の実績も兼ねて地元の役に立てないかと模索する。
2017年（当時34歳）に地元に戻り、1年間かけて地域の状況を見る。この際の拠点は生まれた町「並木」ではなく、「寺前」という京浜急行 金沢文庫駅付近に構える。理由は、就業先の都内への便が良く、駅周辺に居酒屋が多いため。
2018年から本格的に地域活動を開始。最初の行動は、金沢文庫芸術祭実行委員会と、富岡並木ふなだまりgionbune公園愛護会への加入。
2023年4月から、「横浜市金沢区の地域活動家 ツン」として個人事業主を開業する。

### 経歴
- 1995年〈平成7年〉3月　横浜市立並木第四小学校 卒業
- 1998年〈平成10年〉3月　横浜市立並木中学校 卒業
- 2001年〈平成13年〉3月　神奈川県立富岡高等学校 卒業
- 2003年〈平成15年〉3月　学校法人住野学園 湘南オートモビル・ビジネス専門学校 整備科 卒業
- 2004年〈平成16年〉7月　ヴィネック有限会社 入社
- 2021年〈令和3年〉3月　ヴィネック有限会社 退社
- 2023年〈令和5年〉4月　個人事業主登録